# Viktorija Tereščuk
Viktorija Anatoliïvna Tereščuk (in ucraino Вікторія Анатоліївна Терещук?; Luhans'k, 18 febbraio 1982) è una pentatleta ucraina.

## Biografia
Ai Giochi olimpici di Pechino 2008 grazie al terzo posto nella gara individuale si era aggiudicata la medaglia di bronzo, che tuttavia gli è stata revocata nel 2017 dal Comitato olimpico internazionale (CIO) per essere risultata positiva al deidroclormetiltestosterone (turinabol), uno steroide anabolizzante esogeno vietato, a seguito di un riesame del campione biologico prelevato il 22 agosto 2008. Il CIO ha ordinato all'atleta di restituire la medaglia di bronzo, il diploma e la spilla e i premi. L'UIPM ha squalificato l'atleta dal 29 luglio 2016 (la data effettiva in cui è iniziata la sospensione provvisoria dell'atleta) fino al 28 luglio 2018 compreso. Nel 2011, Victoria ha vinto 2 medaglie d'oro ai Mondiali.

## Palmarès
- Mondiali:

Città del Guatemala 2006: argento nell'individuale.
Chengdu 2010: argento nella staffetta mista.
Mosca 2011: oro nell'individuale e nella staffetta mista, argento nella staffetta.
Kaohsiung 2013: oro nella staffetta, bronzo nella gara a squadre.
- Europei

Mosca 2008: oro nell'individuale.
Drzonów 2013: oro nella staffetta mista, argento nella gara a squadre.
Székesfehérvár 2014: oro nella staffetta, argento nell'individuale e nella gara a squadre.